# Saxifraga stribrnyi
Saxifraga stribrnyi là một loài thực vật có hoa trong họ Saxifragaceae. Loài này được (Velen.) Podp. miêu tả khoa học đầu tiên năm 1902.